# Human Zoo (Gotthard)
Human Zoo è il sesto album in studio della rock band svizzera Gotthard, pubblicato nel febbraio del 2003 dalla BMG/Ariola. L'uscita è stata anticipata dalla pubblicazione del singolo What I Like nel gennaio dello stesso anno.
L'album è stato registrato nello studio personale della band a Lugano, in Svizzera, e mixato poi a Los Angeles, in California. La produzione è stata affidata a Marc Tanner, reduce dal successo della sua collaborazione con i The Calling. Si conclude quindi il rapporto lavorativo tra il gruppo e il produttore Chris von Rohr, iniziata con il primo album Gotthard nel 1992.
L'album ha debuttato direttamente al primo posto della classifica svizzera, mantenendolo per quattro settimane consecutive.
Con questo disco i Gotthard decidono di interrompere la svolta sonora più leggera intrapresa nei due album precedenti, in favore di un parziale ritorno al sound più duro degli esordi. Si tratta senza ombra di dubbio dell'album più sperimentale dell'intera discografia del gruppo, infatti diversi brani si contraddistinguono per la presenza di strumenti ad arco, abbastanza inusuali per la proposta abituale dei Gotthard.

## Tracce
Tutte le canzoni sono state composte da Steve Lee, Leo Leoni e Marc Tanner, eccetto dove indicato.
1. Human Zoo – 3:30
2. What I Like – 4:31 (Lee, Mandy Meyer, Tanner)
3. Have a Little Faith – 3:52
4. Top of the World – 3:47 (Lee, Leoni, Meyer, Tanner)
5. Janie's Not Alone – 4:16
6. Still I Belong to You – 4:35 (Lee, Leoni, Tanner, Paul Mirkovich)
7. One in a Million – 3:19
8. No Tomorrow – 5:20
9. First Time in a Long Time – 4:32 (Lee, Leoni, Tanner, Ray)
10. Where I Belong – 3:23 (Lee, Leoni, Meyer, Tanner)
11. Long Way Down – 4:02
12. What Can I Do – 4:26

Traccia bonus della versione asiatica
1. Never Surrender – 4:05

## Formazione
- Steve Lee – voce
- Leo Leoni – chitarre
- Mandy Meyer – chitarre
- Marc Lynn –  basso
- Hena Habegger –  batteria

### Altri musicisti
- Paolo Bolio – tastiere
- Michael Landau – chitarra principale in Have a Little Faith e Long Way Down
- Craig Stull – chitarra classica in Have a Little Faith
- Charlie Bisterat – violini, assolo in Janie's Not Alone
- Michelle Richard – violini
- Darinn E. McCann – viola
- Steve Richards – violoncello
- Paul Mirkovic – arrangiamento strumenti ad arco in Have a Little Faith

## Classifiche

### Classifiche settimanali
| Classifica (2003) | Posizione massima |
| ----------------- | ----------------- |
| Germania          | 29                |
| Svizzera          | 1                 |

### Classifiche di fine anno
| Classifica (2003) | Posizione |
| ----------------- | --------- |
| Svizzera          | 24        |